# Traité de paix israélo-jordanien
 (octobre 2015).
Si vous disposez d'ouvrages ou d'articles de référence ou si vous connaissez des sites web de qualité traitant du thème abordé ici, merci de compléter l'article en donnant les références utiles à sa vérifiabilité et en les liant à la section « Notes et références ».
Le traité de paix israélo-jordanien (surnommé également accords de Wadi Araba) est un traité signé entre l'État d'Israël et le Royaume hachémite de Jordanie, le 26 octobre 1994 dans la ville frontière de Wadi Araba. Les relations entre les deux pays sont ainsi normalisées et les contestations de territoires sont résolues par ce traité. C'est le second traité de paix entre Israël et un pays arabe, après le traité de paix israélo-égyptien.

## Relations entre Israël et la Jordanie
La relation entre la dynastie hachémite et les dirigeants israéliens se caractérise par une ambivalence. La Jordanie a toujours adhéré à la politique antisioniste promue par le monde arabe, mais a souvent pris des décisions pragmatiques. Plusieurs facteurs expliquent ce pragmatisme relatif vis-à-vis d'Israël : leur proximité géographique, l'orientation pro-occidentale du roi Hussein, peu de prétentions territoriales ainsi que l'ouverture israélienne par rapport à la paix avec ses voisins.
Un état de guerre a été maintenu à peu près en permanence depuis 1948 jusqu'au traité de 1994. Pourtant, des analystes politiques et des confessions écrites ont mis en lumière un certain nombre de canaux clandestins de communication entre les deux pays, voire des arrangements parfois même en période de guerre.
Après la victoire israélienne de la crise du canal de Suez en 1956 puis la diminution des attaques par des fedayins depuis la Jordanie, la tension entre les deux pays a diminué. En 1967, la Jordanie s'aligne derrière l'Égypte de Nasser malgré les injonctions israéliennes à rester en dehors du conflit. Le résultat à l'issue de la guerre des Six Jours est la perte par les Jordaniens de Jérusalem-Est et de la Cisjordanie, ce qui représente une perte territoriale ainsi qu'économique pour le royaume.
En 1970, le roi Hussein déclenche le Septembre noir contre l'OLP qui menaçait de le renverser dans son pays. Pendant cette crise, les troupes syriennes envahissent le royaume et menacent de le déstabiliser davantage. En réponse, l'aviation israélienne intervient pour précipiter le retrait des troupes étrangères vers la Syrie.
La guerre contre les factions de l'OLP a également rapproché Israël et la Jordanie. Certaines sources[réf. nécessaire] prétendent que le Mossad aurait prévenu le roi Hussein d'une tentative d'assassinat par des Palestiniens et d'autres estiment pratiquement certain que la Première ministre Golda Meir aurait reçu la visite clandestine de Hussein pour la prévenir à la veille de la guerre de Kippour en 1973. La Jordanie avait l'intention de rester en dehors du conflit, mais Hussein finit par envoyer deux de ses meilleures unités lorsque la contre-offensive israélienne sur le plateau du Golan pouvait menacer le front syrien. L'arrivée de ces troupes et de forces irakiennes arrêta l'avancée israélienne à 35 kilomètres de Damas.
En 1988, un accord de paix israélo-jordanien a été proposé, par lequel Israël aurait cédé la plus grande partie de la Cisjordanie à la Jordanie, mais un tel accord n'a jamais été concrétisé. La même année, la Jordanie a abandonné ses prétentions sur la Cisjordanie, en faveur d'une négociation entre Israël et l'OLP.

## Négociation de l'accord
En 1994, la glace est rompue quand le Premier ministre israélien Yitzhak Rabin et son ministre des Affaires étrangères Shimon Peres informent le roi Hussein que la Jordanie risque de rester hors-jeu après la signature des accords d'Oslo avec l'OLP. Hussein prend conseil auprès des présidents égyptien et syrien : Hosni Moubarak l'encourage à aller dans le sens d'une paix alors que Hafez el-Assad lui conseille de discuter avec les Israéliens, mais de ne signer aucun accord. Le président américain Bill Clinton fait pression pour commencer des négociations vers un traité de paix en l'échange de l'effacement des dettes jordaniennes. Ses efforts sont récompensés par la signature d'un premier accord de non-belligérance avec Israël. Rabin, Hussein et Clinton signent la « déclaration Washington » à Washington le 25 juillet 1994 par laquelle la fin des inimitiés et le début des négociations pour une paix durable sont proclamés. Les discussions commencent immédiatement après la signature de cette déclaration. Les principaux points d'opposition sont une zone de 400 km2 dans l'Arabah (Arava), que la Jordanie accuse Israël d'avoir annexée ainsi que le partage de l'eau du Jourdain. Ces problèmes ont été résolus par un plan de partage des eaux entre les deux pays, aussi bien pour les eaux du Yarmouk que pour celles du Jourdain. Des accords ultérieurs poseront même des droits de pompage pour le stockage à hauteur de 50 millions de m3 d'eau par an accordé à la Jordanie.

## Principes de l'accord
- Frontières : le fleuve Jourdain est prise pour frontière naturelle entre les deux pays, toute évolution de son cours entraînant nécessairement une révision automatique des frontières. La ligne entre Ein Gedi et Beit She'an n'a pas été fixée car la Jordanie a souhaité que l'Autorité palestinienne soit l'interlocuteur pour les discussions sur cette portion de la frontière. Le statut des territoires sous contrôle militaire israélien depuis 1967 est réservé[1].
- Normalisation : normalisation totale avec l'établissement de relations diplomatiques et l'ouverture d'ambassades pour délivrer des visas de tourisme, l'ouverture d'une ligne aérienne, la liberté d'accès aux ports maritimes et l'établissement d'une zone de libre-échange et d'une zone industrielle dans la Arava. Des efforts pour interdire les propagandes hostiles par des lois sont prévus.
- Sécurité – Défense : respect réciproque de la souveraineté et du territoire de l'autre, coopération contre le terrorisme et pour lutter contre des attaques menaçant le voisin.
- Jérusalem : la Jordanie doit jouer un rôle privilégié de garante des lieux saints musulmans dans de futures négociations de paix israélo-palestiniennes. Le statut de la partie de la ville sous contrôle militaire israélien depuis 1967 est réservé[1].
- Eau : Afin de partager équitablement l'eau du Jourdain et de la région d'Arava, Israël s'engage à fournir 50 millions de m3 d'eau par an à la Jordanie et de partager la rivière Yarmouk pour que les Jordaniens en contrôlent les trois-quarts. Les deux pays doivent développer d'autres sources d'eau et des réservoirs et s'entraider en périodes de sécheresse.
- Réfugiés palestiniens : Israël et la Jordanie doivent coopérer pour réconforter les réfugiés et œuvrer dans un comité avec l'Égypte et les Palestiniens pour trouver une solution.

## La signature de l'accord

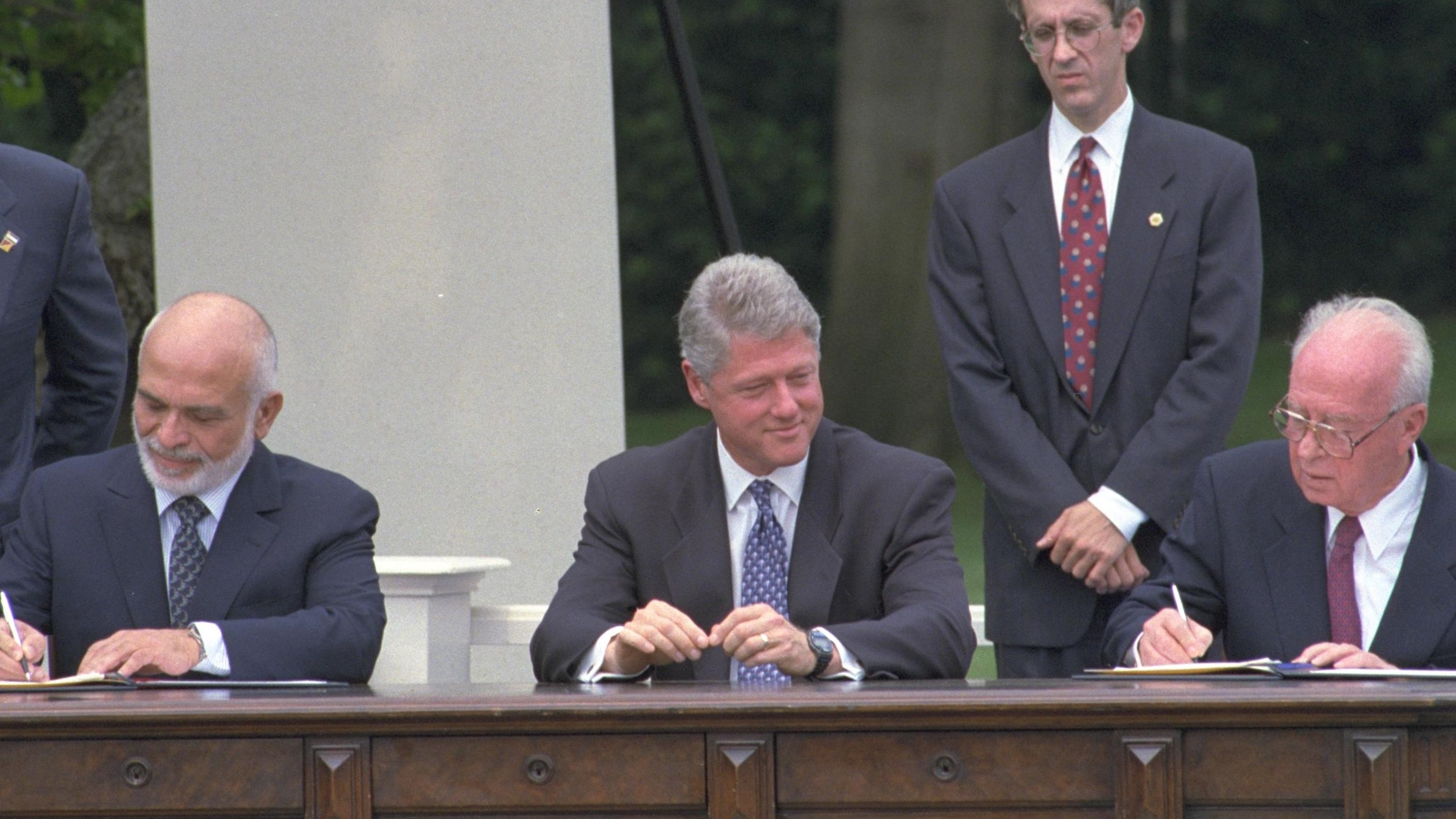
Signature du traité.

En juillet 1994, le Premier ministre jordanien Abdelsalam Majali déclare « la fin de l'époque des guerres » et Shimon Peres en réponse déclare que « le moment de la paix est arrivé ». Yitzhak Rabin et le roi Hussein se rencontrent officiellement à la Maison-Blanche, à l'invitation de Bill Clinton.
Le 26 octobre 1994, le traité de paix historique est signé au cours d'une cérémonie qui se tient dans la vallée d'Arava en Israël, au nord de Eilat et à proximité de la frontière israélo-jordanienne. Les Premiers ministres Yitzhak Rabin et Abdelsalam al-Majali signent le traité tandis que le président Ezer Weizman et le roi Hussein posent pour une poignée de main historique. Le président américain, Bill Clinton, et son secrétaire d'État Warren Christopher sont présents au moment de la signature. Des milliers de ballons sont envoyés dans le ciel à la clôture de la cérémonie.
L'opinion publique israélienne accueille très favorablement l'accord. L'Égypte salue le traité de paix tandis que la Syrie l'ignore. Le Hezbollah montre son désaccord en lançant une attaque de mortier et de roquettes sur les villes israéliennes du Nord de la Galilée.
À la suite de l'accord, la frontière israélo-jordanienne pacifiée est ouverte au passage des touristes, des marchandises et des travailleurs entre les deux pays.

## Traité commercial de 1996
En 1996, un traité commercial supplémentaire est signé. Israël apporte son aide à la construction d'un centre médical moderne à Amman.